# 劉孔敬
劉孔敬（？—？），福建建宁府建陽縣人，明朝政治人物。

## 生平
刘孔敬出身建阳刻书世家，其“喬山堂”书坊起于祖父刘少岗，盛于其父刘大易。治春秋，天啓元年（1621年）辛酉科应天乡试举人，天啓五年（1625年）乙丑科進士，授户部广东司主事，官至山西副使。

## 家族
祖刘福棨，號喬山。父刘大易（1560年－1625年），字爌文，號龍田。以子孔敬贵，赠户部广东清吏司主事。